# Ananthura billarderia
Ananthura billarderia är en kräftdjursart som beskrevs av Gary C.B. Poore och Lew Ton 1988. Ananthura billarderia ingår i släktet Ananthura och familjen Antheluridae. Inga underarter finns listade i Catalogue of Life.